# Fantastiske skabninger 3: Dumbledores hemmeligheder
Fantastiske skabninger 3: Dumbledores Hemmeligheder (originaltitel Fantastic Beasts: The Secrets of Dumbledore) er en film baseret på J.K. Rowlings bog af samme navn og er den tredje film i serien. Filmen havde dansk biografpremiere d. 7. april 2022.
Det magiske dyrevæsen, Qilin, skal vælge det næste internationale overhoved. Ved hjælp af nekromanti og ved hjælp fra det tyske trylleministerium forsøger Grindelwald at blive formand. Albus Dumbledore og hans følgere klarer at forhindre det. Til sidst må Grindelwald flygte, efter en fælles besværgelse med Albus og Aberforth Dumbledore fører til en ophævelse af blodeden.

## Medvirkende
- Eddie Redmayne som Newt Scamander
- Katherine Waterston som Porpentina Goldstein
- Ezra Miller som Credence Barebone/Aurelius Dumbledore
- Mads Mikkelsen som Gellert Grindelwald
- Dan Fogler som Jacob Kowalski
- Alison Sudol som Queenie Goldstein
- Callum Turner som Theseus Scamander
- Poppy Corby-Tuech som Vinda Rosier
- Jude Law som Albus Dumbledore
- Victoria Yeates som Bunty

## Johnny Depp
Johnny Depp, som har spillet Grindelwald i de to første afsnit af serien, er ikke med i denne film. Warner Bros. bad ham om at trække sig, efter den omfattende omtale af hans voldelige adfærd over for ekskonen Amber Heard. Det blev d. 25. november 2020 afsløret at Mads Mikkelsen skulle overtage rollen som Grindelwald.